# Evangélikus templom (Orosháza)

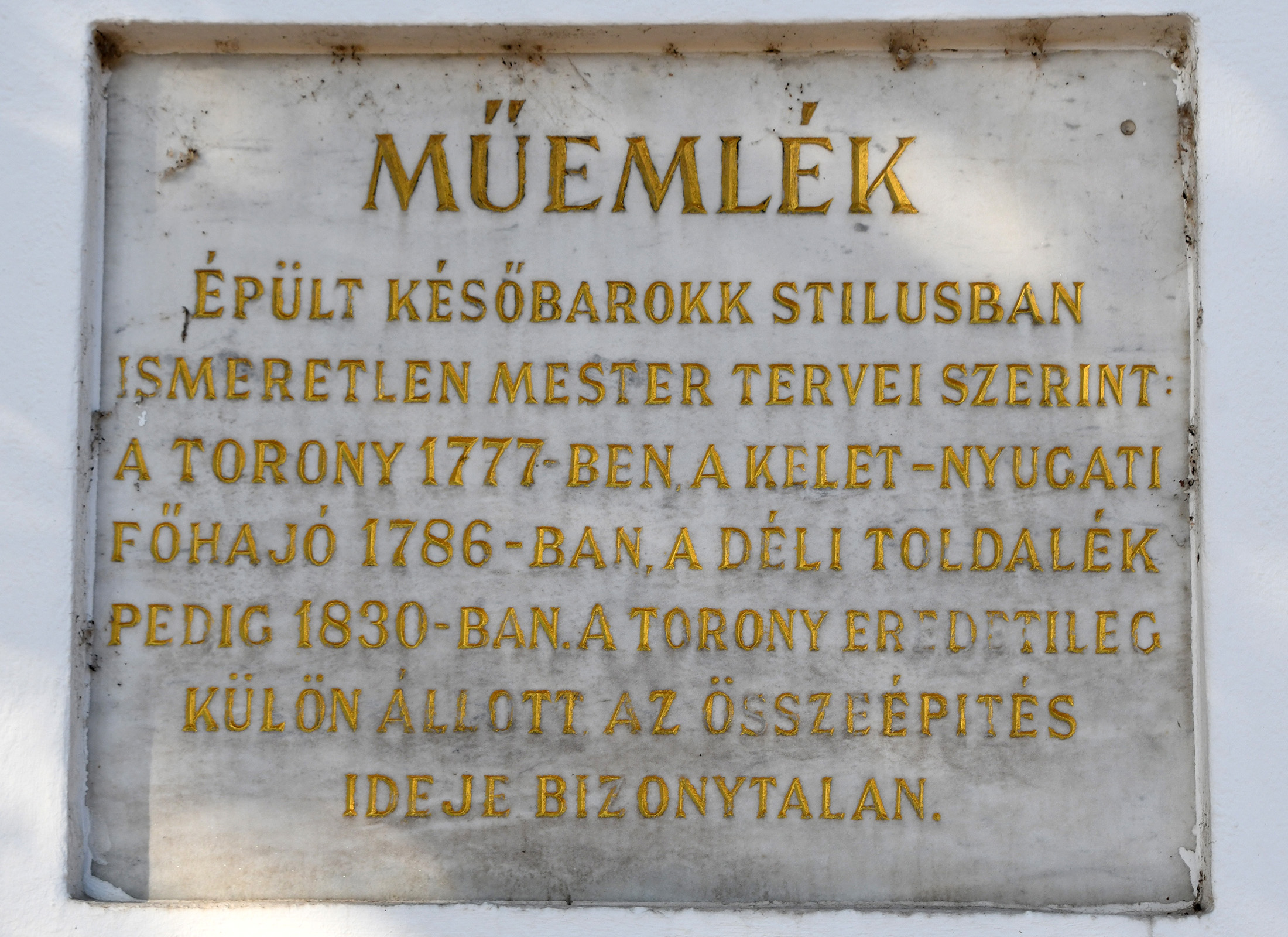
Rövid leírás a műemléki emléktáblán a templom déli falán

Az orosházi evangélikus templom a város egyik műemléke, a barokk építészet jelentős emléke. Jelenlegi formáját az 1830-as években nyerte el.

## Története
A Zombáról érkező evangélikus telepesek 1744-ben érkeztek meg a mai Orosházára. Letelepedésük után rögtön felépítettek egy templomot vesszőből és sárból, melyet le kellett volna bontaniuk, ezt azonban az akkori főispán, Harruckern Ferenc megakadályozta. 1777-ben aztán engedélyt kaptak egy kőtorony megépítésére azzal a feltétellel, hogy az külön áll a templomtól.
1786 nagy változás volt az orosházi evangélikus egyházközség életében: megjelent II. József magyar király türelmi rendelete, melyben kimondja a szabad vallásgyakorlást a Habsburg Birodalom területén. Ekkor épült fel a főhajó, mely már hozzákapcsolódhatott a barokk toronyhoz. 1830-ban, a gyülekezet növekedése miatt határozták egy kereszthajó építéséről. Ekkor nyerte el mai formáját a templom, melyet az orosháziak azóta is őriznek.
1832-ben szerezték be orgonájukat a hívők, melyet Nagyváradról hozattak.
1782-től két, majd 1901-től immár három lelkész teljesít szolgálatot Orosházán.

## Harangok

### Nagyharang
A fővárosban öntötték az Ecclesia Harangművekben 1923-ban, F. W. Rincker német származású harangöntő vezetésével. A második világháborúban elszállították, azonban nem került beolvasztásra, így a háború befejeztével visszakerült a templomba.
Tömege: 940 kg
Alsó átmérője: 118 cm
Alaphangja: e1

### Középharang
Az egyházközség jelenleg legrégebbi haragját Eberhard Henrik öntötte 1818-ban Pesten. Különlegessége, hogy az eredeti füles koronája (a harang foglalata) megmaradt a többszöri átalakítás ellenére is. 
Tömege: 550 kg
Alsó átmérője: 102 cm
Alaphangja: g1

### Kisharang
A nagyharanggal egy időben készült a világháború miatt elszállított elődje pótlásaként. Szintén az Ecclesia Harangművekben készült a német mester munkájaként. Tömege: 304 kg. Alsó átmérője 82 centiméter. Alaphangja: h1.

### Gyermekharang
A templom legkisebb haragját a neves Szlezák László öntötte Budapesten 1922-ben, az evangélikus iskola tanárai, tanítói és növendékei adományozásából.
Tömege: 50 kg
Alsó átmérője: 43 cm
Alaphangja: g2

### Zombai harang
Ez a harang nem a toronyban, hanem a templomban, az oltár közelében található. Felirata szerint Joseph Steinstock öntötte Budán. A Zombáról érkező evangélikusok hozták magukkal. Gyártási éve nem ismert, annyi viszont biztos, hogy 1730 és 1744 között készült, mivel 1744-ben hozták magukkal a zombaiak, a harangöntő pedig 1730-tól kezdve öntött saját nevén harangokat. Miután megrepedt, és eredeti feladatát nem tudta ellátni, leszállították a toronyból. Előbb egy emlékszobában volt kiállítva, majd visszakerült eredeti otthonába.
Tömege: 75 kg
Alsó átmérője: 50 cm